# Mallodeta aecyra
Mallodeta aecyra là một loài bướm đêm thuộc phân họ Arctiinae, họ Erebidae.